# Окмалгі (Оклахома)
Окмалгі (англ. Okmulgee) — місто (англ. city) в США, в окрузі Окмалгі штату Оклахома. Населення — 11 322 особи (2020).

## Географія
Окмалгі розташоване за координатами 35°37′51″ пн. ш. 95°57′23″ зх. д. / 35.63083° пн. ш. 95.95639° зх. д. (35.630804, -95.956317).  За даними Бюро перепису населення США в 2010 році місто мало площу 33,08 км², з яких 33,08 км² — суходіл та 0,00 км² — водойми. В 2017 році площа становила 51,47 км², з яких 44,25 км² — суходіл та 7,22 км² — водойми.

## Демографія
Згідно з переписом 2010 року, у місті мешкала 12 321 особа в 4746 домогосподарствах у складі 2931 родини. Густота населення становила 372 особи/км².  Було 5710 помешкань (173/км²).
Расовий склад населення:
| - 53,0 % — білих - 18,8 % — чорних або афроамериканців - 18,3 % — корінних американців - 0,7 % — азіатів |

До двох чи більше рас належало 8,6 %. Частка іспаномовних становила 3,2 % від усіх жителів.
За віковим діапазоном населення розподілялося таким чином: 22,2 % — особи молодші 18 років, 62,0 % — особи у віці 18—64 років, 15,8 % — особи у віці 65 років та старші. Медіана віку мешканця становила 36,1 року. На 100 осіб жіночої статі у місті припадало 98,2 чоловіків;  на 100 жінок у віці від 18 років та старших — 96,1 чоловіків також старших 18 років.
Середній дохід на одне домашнє господарство  становив 39 815 доларів США (медіана — 27 978), а середній дохід на одну сім'ю — 50 437 доларів (медіана — 36 861). Медіана доходів становила 35 034 долари для чоловіків та 29 846 доларів для жінок. За межею бідності перебувало 29,5 % осіб, у тому числі 39,4 % дітей у віці до 18 років та 16,7 % осіб у віці 65 років та старших.
Цивільне працевлаштоване населення становило 3953 особи. Основні галузі зайнятості: освіта, охорона здоров'я та соціальна допомога — 28,5 %, виробництво — 14,4 %, роздрібна торгівля — 12,2 %.